# Carex arnellii
Espèce
Classification phylogénétique
Carex arnellii est une espèce de plantes du genre Carex et de la famille des Cyperaceae.